# Luis Saslavsky
Luis Saslavsky (Santa Fe, 21 april 1903 – Buenos Aires, 20 maart 1995) was een Argentijnse filmregisseur en scenarioschrijver, die 21 films regisseerde en filmcriticus was. Hij ontving de Zilveren Condor voor beste film en beste regisseur voor La dama duende in 1946 en de Konex de Platino voor beste scenarioschrijver in Argentinië in 1984. Het peronisme dwong hem tot ballingschap in Frankrijk, waar hij in de jaren 1950 verschillende films maakte. Na een verblijf in Spanje, keerde hij terug naar Argentinië.

## Biografie
In zijn jeugd ging Saslavsky naar Parijs, waar hij tekenen en schilderen studeerde, en na zijn terugkeer begon hij een carrière in de rechten, die hij later verliet voor de journalistiek. Hij begon zijn carrière als filmcriticus in de krant La Nación in 1930, als vervanger van Arturo Mom. Hij richtte La Revista de América op, samen met Eduardo Mallea en María Rosa Oliver. In 1933 zond de krant hem als correspondent naar Hollywood, om regisseurs, sterren en filmsterren te interviewen. De reis bracht hem in contact met figuren als Greta Garbo, Joan Crawford, Marlene Dietrich en de regisseur Josef von Sternberg. Via zijn vriend Antoine de Saint-Exupéry, die hij in Buenos Aires had leren kennen, werd hij door Metro Goldwyn Mayer ingehuurd als technisch adviseur voor Night Flight (1933). Na zijn terugkeer in Buenos Aires richtte hij samen met Alberto de Zavalía de productiemaatschappij SIFAL op, waarvoor zij de scenarioschrijver Carlos Adén en de toekomstige regisseurs Carlos Schlieper, Ernesto Arancibia en Enrique Cahen Salaberry bijeenbrachten.
SIFAL produceerde slechts twee films: Crimen a las tres (1934) en Escala en la ciudad (1934), Saslavsky en Zavalía's eerste films, die commercieel gezien op niets uitliepen. De productiemaatschappij Pampa Film stelde Saslavsky echter voor La fuga (1937) te maken, een detectivefilm met Santiago Arrieta, Tita Merello en Francisco Petrone. De film was een groot succes bij het publiek en verstevigde Saslavsky's positie in de Argentijnse filmindustrie.
Hij werd door Argentina Sono Film gevraagd om Libertad Lamarque te regisseren in het melodrama Puerta cerrada (1939), een film waarin John Alton de fotografie deed en, volgens sommige bronnen, meewerkte aan de regie. Saslavsky regisseerde ook Pepe Arias in El Loco Serenata (1939). Zijn stijl was in staat amusementscinema te combineren met een nieuwe esthetische zoektocht.
Zijn film Historia de una noche (1941) was een groot succes bij critici en publiek. De productiemaatschappij Warner Brothers gaf hem de opdracht een Amerikaanse versie met dezelfde titel te regisseren. Het project werd echter niet voltooid wegens onenigheid over de behandeling van het script.
In 1949 kwam zijn film Vidalita onder druk te staan van de Argentijnse censuur. De vermeende "anti-Creoolse" behandeling van de film zou Raúl Alejandro Apold, die sinds 1948 aan het hoofd stond van de ondersecretaris van Pers en Omroep van het Presidium van de Natie, hebben ontstemd. Kort daarna werd Saslavsky door Apold op zijn "zwarte lijst" gezet.
Saslavsky vermeldt in zijn boek La fábrica lloraba de noche, dat "ik door het peronisme werd verbannen, ook al herhaalde Evita dat ik de enige goed opgeleide Argentijnse regisseur was. Men verzekerde mij dat dit was omdat ik, toen ik in de Verenigde Staten was, aan het begin van de Tweede Wereldoorlog in dienst was getreden van de politiek van goed nabuurschap". In hetzelfde boek verhaalt hij over twee toevallige ontmoetingen met Juan Domingo Perón in de stad Madrid.

Volgens Saslavsky:
Perón (...) vertelde het me:
-Je bent nooit verbannen omdat je in dienst was van de Amerikanen. De Fransman Tinayre ijverde voor de opheffing van het verbod dat Apold had bevolen, en jij ging naar Europa. 

Ik wilde hem niet vertellen dat ondanks Tinayre's vriendschap met Apold, deze laatste ons nooit heeft ontvangen (...) Toen dacht ik: Noch Evita noch Perón hebben dit verbod uitgevaardigd (...) Ik gaf er de voorkeur aan naar Europa te gaan en de tijd af te wachten om het conflict op te lossen. In Parijs probeerde ik mijn carrière weer op te starten en dat lukte.
Zijn film La corona negra (1951), gebaseerd op een origineel scenario van Jean Cocteau, markeerde het begin van zijn Europese periode. Hij regisseerde verschillende films in Spanje en Frankrijk tot hij terugkeerde naar Argentinië. 
Luis Saslavsky overleed in Buenos Aires op 20 maart 1995. Hij werd begraven op de Britse begraafplaats in Buenos Aires. 

## Filmografie (selectie)
- 1951:  La corona negra. Met María Félix, Rossano Brazzi, Vittorio Gassman. Dit is de eerste film van de regisseur in Europa, die hij naar het witte doek bracht op basis van een origineel verhaal van Jean Cocteau.[4] De film is opgenomen in Marokko (aangezien het oorspronkelijke verhaal zich afspeelt in Tanger) destijds een Spaans protectoraat (behalve voor sommige gebieden, zoals de Internationale Zone van Tanger).[5]
- 1952: La neige était sale. Met Daniel Gélin, Valentine Tessier. De censuur had verboden dat de film zich in Frankrijk zou afspelen. De film was verboden voor jongeren onder de 16.[6][7]
- 1957: Les Louves. Met Micheline Presle, François Périer. Gebaseerd op een boek van Boileau en Narcejac.[8]
- 1958: Premier mai. Met Yves Montand
- 1959: Ce corps tant désiré. Met Daniel Gélin, Belinda Lee.[9]

- Biblioteca Nacional de España: XX1567731
- Bibliothèque nationale de France: cb14056173p (data)
- Gemeinsame Normdatei: 14312353X
- International Standard Name Identifier: 0000 0001 0835 6819
- Library of Congress Control Number: n84136738
- Nationale Bibliotheek van Israël: 987007267546705171
- Réseau des bibliothèques de Suisse occidentale: 02-A022572376
- Système universitaire de documentation: 243844344
- Virtual International Authority File: 160851139
- WorldCat: E39PBJyRBKFqWVmRmQ4r8kQH4q